# Institutul de Fizică din Azerbaidjan
Institutul de Fizică din Azerbaidjan este un institut de cercetare subordonat Ministerului Științei și Educației din Republica Azerbaidjan. Din octombrie 2021, director al institutului este academicianul azer Arif Hașimov.

## Istoric
Institutul de Fizică din Azerbaidjan a fost înființat în 1944, pe baza Departamentului de Fizică al Academiei de Științe a URSS, iar în anul următor a fost inclus în Academia de Științe din Azerbaidjan. La 31 martie 1945, prin hotărârea primei Adunări Generale a Academiei de Științe din Azerbaidjan, a fost înființată Catedra de Științe Fizice, Matematice și Tehnice. La acea vreme, departamentul se numea „Departamentul de științe fizico-tehnice și petrol” și includea Institutul de Fizică și Matematică, Institutul de Petrol și Institutul de Energie. Primul președinte al departamentului a fost academicianul I.G. Yesman. 
Ca urmare a modificărilor structurale efectuate în 1957, departamentele științifice au fost desființate, iar în 1959 a fost înființat Departamentul de Fizică, Matematică și Științe Tehnice, care includea Institutul de Fizică, Institutul de Matematică și Mecanică, Institutul de Energie și Sectorul Astrofizică. În 1959, Institutul de Fizică și Matematică al Departamentului a fost împărțit în două institute independente: Institutul de Matematică și Mecanică și Institutul de Fizică. În 2002, prin decizia Cabinetului de Miniștri al Republicii Azerbaidjan, Institutul de Fizică a fost reorganizat, înglobând Institutul de Fotoelectronică înființat în 1992. 
Între 1950 și 1954, departamentul a fost condus de academicianul Y. Mammadaliyev. Între 1954 și 1957, academicianul M. Naghiyev a preluat această funcție sub titulatura de „academician-secretar” (care înlocuise funcția de „președinte”), iar din 1957 până în 1993, directorul Institutului de Fizică și Matematică și apoi Institutul de Fizică a fost academicianul Hasan Abdullayev. Între 2013 și 2021, institutul a fost condus de academicianul Nazim Timur Mammadov. Începând cu anul 2021, director general al Institutului este academicianul Arif Hașimov, iar Anar Rustamov, doctor în științe fizice, este director executiv. 
Din anul 2023, Institutul de Fizică funcționează ca parte a Ministerului Științei și Educației din Republica Azerbaidjan. Institutul are 41 de laboratoare și 6 departamente care sunt incluse în sectoarele General, Inovare, Interdisciplinar și Informare.

## Activitate
Institutul de Fizică desfășoară activități de cercetare în următoarele domenii: fizica stării condensate, electronică în stare solidă, fizică nucleară, electrofizică și electroenergetică, care implică semiconductori, materiale dielectrice, izolatori topologici, nanomateriale, supraconductori de înaltă temperatură, materiale magnetice, magnetoelectrice, materiale compozite și structuri bazate pe acestea.

### Brevete de invenție
| Brevet                     | Dată               | Titular                    | Denumire |
|                            |                    |                            | |
| -------------------------- | ------------------ | -------------------------- | --- |
| İ 2003 0051                | 17 aprilie 2003    | S.İ. Mehdiyeva și colab.   | Material electrofotografic |
| İ 2003 0052                | 17 aprilie 2003    | S.H. Rzayev și colab.      | Metodă de detectare a microcircuitelor Zay                                                                                      |
| İ 2003 0053                | 17 aprilie 2003    | S.H. Rzayev și colab.      | Metodă de creare a contactelor                                                                                                  |
| İ 2003 0066                | 24 aprilie 2003    | M.A. Ramazanov și colab.   | Metodă de obținere a materialului electroizolant                                                                                |
| İ 2003 0074                | 30 aprilie 2003    | E.M. Kərimova și colab.    | Material fotosensibil |
| İ 2004 0066                | 27 aprilie 2004    | A.M. Hașimov și colab.     | Unitate de distribuție |
| İ 2004 0067                | 27 aprilie 2004    | A.M. Hașimov și colab.     | Dispozitiv de deschidere a liniei de alimentare                                                                                 |
| İ 2004 0071                | 27 aprilie 2004    | H.N. Vazirov               | Metodă de activare a fotocatodului                                                                                              |
| İ 2004 0180                | 20 octombrie 2004  | A.M. Hașimov și colab.     | Spectrometru de masă cu timp de zbor                                                                                            |
| İ 2005 0059                | 25 aprilie 2005    | N.A. Safarov și colab.     | Dispozitiv de control automat al circuitului electric                                                                           |
| İ 2005 0060                | 25 aprilie 2005    | S.Q. Rzayev și colab.      | Metodă de măsurare a lungimii de difuzie și a duratei de viață a purtătorilor de curent neprimari în semiconductori             |
| İ 2005 0104                | 11 iulie 2005      | Ç.O. Qacar și colab.       | Spectrometru radio |
| İ 2005 0105                | 11 iulie 2005      | M.A. Ramazanov și colab.   | Material compozit fotoluminiscent                                                                                               |
| İ 2005 0106                | 11 iulie 2005      | M.A. Ramazanov și colab.   | Material compozit polimer fotoluminiscent                                                                                       |
| İ 2005 0145                | 17 octombrie 2005  | A.M. Pașayev și colab.     | Metodă acusto-optică de corectare a distorsiunilor de timp ale semnalelor și dispozitiv pentru realizarea acesteia              |
| İ 2005 0146                | 17 octombrie 2005  | M.K. Karimov și colab.     | Metodă de obținere a materialelor compozite piezoelectrice                                                                      |
| İ 2006 0007                | 6 martie 2006      | M.K. Karimov și colab.     | Metodă de obținere cu plasmă a materialelor electret compozite cu matrice de înaltă performanță                                 |
| İ 2006 0038                | 19 aprilie 2006    | A.M. Pașayev și colab.     | Fotorezistor semiconductor |
| İ 2006 0039                | 19 aprilie 2006    | A.M. Pașayev și colab.     | Analizor de spectru fotoelectric                                                                                                |
| İ 2006 0090                | 14 septembrie 2006 | F.F. Aliyev și colab.      | Material termomagnetic |
| İ 2006 0091                | 14 septembrie 2006 | M.K. Karimov și colab.     | Metodă de obținere a compozitelor fotovoltaice de înaltă eficiență                                                              |
| İ 2006 0105                | 5 octombrie 2006   | N.C. İsmayılov             | Receptor foto |
| İ 2006 0106                | 5 octombrie 2006   | B.H. Tağıyev și colab.     | Material fotoluminiscent |
| İ 2006 0107                | 5 octombrie 2006   | S.İ. Mehdiyeva și colab.   | Metodă de determinare a rezistenței la cristalizare a materialelor cu peliculă subțire                                          |
| İ 2006 0108                | 5 octombrie 2006   | E.M. Karimova și colab.    | Material sensibil la deformare                                                                                                  |
| İ 2007 0014                | 17 ianuarie 2007   | N.M. Abdullayev            | Material termoelectric conductor de tip n                                                                                       |
| İ 2007 0015                | 17 ianuarie 2007   | A.M. Hașimov și colab.     | Metodă de tratare a apelor uzate multicomponente                                                                                |
| İ 2007 0016                | 17 ianuarie 2007   | M.K. Karimov și colab.     | Metodă de obținere a unui compozit fotorezistiv de înaltă performanță                                                           |
| İ 2007 0059                | 4 aprilie 2007     | M.A. Ramazanov și colab.   | Material pentru electr |
| İ 2007 0060                | 4 aprilie 2007     | A.M. Hașimov și colab.     | Varistor |
| İ 2007 0061                | 4 aprilie 2007     | E.M. Karimova și colab.    | Material fotosensibil |
| İ 2007 0171                | 17 octombrie 2007  | O.Z. Alakbarov și colab.   | Metodă de obținere a politipurilor TLinS2 modificate monoclinic                                                                 |
| İ 2007 0172                | 17 octombrie 2007  | A.M. Hașimov și colab.     | Metodă de realizare a unui varistor compozit cu peliculă subțire                                                                |
| İ 2008 0037                | 7 martie 2008      | M.İ. Ağayev și colab.      | Metoda bicarbonatului de sodiu purificat                                                                                        |
| İ 2008 0041                | 7 martie 2008      | A.M. Hașimov și colab.     | Concentrator solar |
| İ 2008 0042                | 7 martie 2008      | M.K. Karimov și colab.     | Metodă de obținere a compozitului piroelectric                                                                                  |
| İ 2008 0097                | 23 mai 2008        | O.Z. Alakbarov și colab.   | Fotodetector ultraviolet cu semiconductor                                                                                       |
| İ 2008 0166                | 14 octombrie 2008  | A.M. Hașimov și colab.     | Metoda de obținere a politipurilor TlInS2 modificate monoclinic din fază                                                        |
| İ 2009 0063                | 8 aprilie 2009     | B.H. Tağıyev și colab.     | Luminofor antistox |
| İ 2009 0130                | 15 iulie 2009      | İ. Qasımoğlu și colab.     | Detector de raze gamma |
| İ 2009 0131                | 15 iulie 2009      | Ç.O. Qacar și colab.       | Spectrometru radio |
| İ 2009 0132                | 15 iulie 2009      | S.İ. Mehdiyeva și colab.   | Determinarea de la distanță a umidității plantelor                                                                              |
| İ 2009 0175                | 19 octombrie 2009  | N.C. İsmayılov și colab.   | Convertor de imagine |
| İ 2010 0002                | 12 mai 2010        | M.İ. Aliyev și colab.      | Dispozitiv pentru demonstrarea presiunii într-un lichid                                                                         |
| İ 2010 0090                | 7 octombrie 2010   | A.A. Bayramov și colab.    | Metodă de realizare a unui convertor fotoelectric solar                                                                         |
| İ 2011 0004                | 14 ianuarie 2011   | B.H. Tağıyev și colab.     | Luminofor cu iluminare albă |
| İ 2011 0005                | 14 ianuarie 2011   | B.H. Tağıyev și colab.     | Material fotoluminiscent |
| İ 2011 0006                | 14 ianuarie 2011   | O.Z. Alakbarov și colab.   | Metoda de determinare a politipurilor prin tranziție de fază magnetoelectrică în cristale A3 B3 C2                              |
| İ 2011 0026                | 2 mai 2011         | T.C. Aliyeva și colab.     | Metodă de măsurare a rezistenței de contact de tranziție a structurii metal-semiconductor                                       |
| F 2011 0006                | 2 mai 2011         | M.İ. Aliyev și colab.      | Dispozitiv pentru demonstrarea legii lui Pascal                                                                                 |
| İ 2011 0106                | 22 noiembrie 2011  | S.İ. Mehdiyeva și colab.   | Detector de radiații infraroșii                                                                                                 |
| İ 2011 0107                | 22 noiembrie 2011  | T.C. İbrahimov și colab.   | Metoda orientării plane a moleculelor de cristale lichide                                                                       |
| 016 161 Brevet euroasiatic | 28 februarie 2012  | T.C. İbrahimov și colab.   | Filtru controlat cu cristale lichide                                                                                            |
| İ 2012 0024                | 4 aprilie 2012     | N.Z. Calilov și colab.     | Ghidaj de undă optică |
| İ 2012 0025                | 4 aprilie 2012     | S.İ. Mehdiyeva și colab.   | Celulă solară subțire |
| F 2012 0003                | 4 aprilie 2012     | M.İ. Aliyev și colab.      | Disc optic |
| İ 2012 0063                | 13 iulie 2012      | S.N. Mustafayeva și colab. | Material radiosensibil |
| İ 2012 0097                | 1 noiembrie 2012   | S.T. Azizov și colab.      | Absorbant de radiații electromagnetice                                                                                          |
| İ 2013 0001                | 9 ianuarie 2013    | Ç.O. Qacar și colab.       | Camera traductorului spectrometrului radio cu modulație moleculară a câmpului electric                                          |
| İ 2013 0032                | 11 iulie 2013      | B..H. Tağıyev și colab.    | Material electroluminiscent |
| İ 2013 0033                | 11 iulie 2013      | A.M. Hașimov și colab.     | Dispozitiv de ardere |
| İ 2014 0038                | 21 iulie 2014      | Ș.M. Hasanli și colab.     | Metodă de realizare a unui rezistor compozit cu peliculă subțire                                                                |
| F 2014 0005                | 21 iulie 2014      | M.İ. Aliyev și colab.      | Dispozitiv pentru demonstrarea reacției în lanț - model                                                                         |
| İ 2014 0071                | 4 noiembrie 2014   | E.K. Hüseynov și colab.    | Receptor foto |
| İ 2015 0010                | 30 ianuarie 2015   | Z.K. Nurubayli și colab.   | Spectrometru de masă cu timp de zbor                                                                                            |
| İ 2015 0078                | 20 noiembrie 2015  | K.Z. Nuriyev și colab.     | Dispozitiv pentru mutarea probelor în sursa de ioni a unui spectrometru de masă                                                 |
| İ 2016 0026                | 1 aprilie 2016     | V.A. Aliyev                | Metodă de preparare a unei surse de curent chimic                                                                               |
| İ 2016 0027                | 1 aprilie 2016     | A.M. Hașimov și colab.     | Metodă de separare a emulsiei apă-ulei                                                                                          |
| F 2016 0003                | 1 aprilie 2016     | M.İ. Aliyev și colab.      | Mașină de valuri |
| İ 2016 0070                | 3 august 2016      | V.A. Aliyev                | Fotorezistor semiconductor |
| İ 2016 0071                | 3 august 2016      | M.M. Asadov și colab.      | Material radiosensibil |
| İ 2016 0086                | 30 august 2016     | T.R. Mehdiyev și colab.    | Metodă de formare a elementelor la scară nanometrică pe un strat subțire de material semiconductor                              |
| İ 2016 0103                | 7 octombrie 2016   | E.M. Karimova și colab.    | Material fotosensibil |
| İ 2017 0008                | 27 martie 2017     | N.M. Abdullayev și colab.  | Metodă de obținere a unui film subțire 90Bi 2Te3 – 10Bi2 Se3 nanostructurat                                                     |
| İ 2017 0009                | 27 martie 2017     | M.İ. Aliyev și colab.      | Metodă de obținere a unui material semiconductor semi-izolant                                                                   |
| İ 2017 0036                | 25 iulie 2017      | S.M. Mustafayeva și colab. | Metodă de obținere a sensibilității la raze X a detectorului de raze X                                                          |
| U 2019 0041                | 25 iulie 2017      | A.M. Hașimov și colab.     | Dispozitiv de descărcare de gaz corona pulsat în nanosecunde                                                                    |
| İ 2017 0049                | 13 octombrie 2017  | S.M. Mustafayeva și colab. | Metodă de obținere a cristalelor de disulfură de cupru-indiu cu structură de calcopirită                                        |
| F 2018 0006                | 29 mai 2018        | R.B. Aslanov și colab.     | Dispozitiv pentru măsurarea deformării dependente de timp a materialelor polimerice                                             |
| İ 2019 0002                | 11 aprilie 2019    | A.P. Nahmadov și colab.    | Metodă de creare a unui purtător de informații cuantice Qubit în cristale unidimensionale prin intermediul fermionilor Majorana |
| İ 2019 0021                | 5 iulie 2019       | Z.K. Nurubayli și colab.   | Indicator de nivel lichid de răcire                                                                                             |
| A 2019 0095                | 10 iulie 2019      | Y.Q. Asadov și colab.      | Metodă de confirmare a mecanismului transformărilor structurii în cristale optic transparente                                   |
| İ 2020 0047                | 1 septembrie 2020  | S.N. Mustafayeva și colab. | Material monocristalin sensibil la raze X                                                                                       |
| İ 2020 0048                | 1 septembrie 2020  | V.A. Aliyev și colab.      | Analizor de spectru |
| İ 2020 0049                | 1 septembrie 2020  | V.A. Aliyev și colab.      | Fotorezistor semiconductor |
| F 2020 0018                | 1 septembrie 2020  | H.B. İbrahimov și colab.   | Dispozitiv care demonstrează dilatarea termică a lichidelor                                                                     |

## Relații internaționale
A fost semnat un memorandum privind cooperarea în domeniul științei și educației între Institutul de Fizică și Institutul de Informații și Tehnologii COMSATS din Pakistan.

## Premii
- Premiile Web of Science – nominalizare „Cea mai bună cercetare”, 2016,
- Premiul SCOPUS al Editurii Academice Elsevier, 2016[4].

Institutul de Fizică din Baku este clasat pe locul al doilea la nivel național în clasamentul indicelui Hirsch. Indicele Hirsch este o măsură unificată de productivitate științifică utilizată pentru a evalua performanța oamenilor de știință, a grupurilor de cercetare, a revistelor, a organizațiilor și a țărilor. Se calculează folosind două variabile: indicele de citare și numărul de publicații.